# Banu Qasi
Banu Qasi, Beni Casi o Banu Musa (en árabe, بنو قسي ) fue una importante familia muladí cuyos dominios se situaron en el valle medio del Ebro entre los siglos VIII y X, durante la pertenencia de esta región a la Hispania musulmana. El personaje que da origen al linaje se ha creído ver en un conde hispanorromano llamado Casio de Tudela, que gobernaba la región del norte de España comprendida aproximadamente entre Tudela, Tarazona, Ejea de los Caballeros y Nájera. Al producirse la conquista musulmana del reino visigodo, se convirtió al islam y se hizo vasallo de los Omeyas a cambio de poder conservar sus dominios (hacia el año 714). De ahí el nombre de la familia, Banu Qasi: ‘hijos de Casio’.

## Origen y territorio
La familia descendía de un señor cuasifeudal de la época visigoda, el conde Casio. Este estaba al mando de guarniciones fronterizas con los territorios de los vascones. La feudalización visigoda estaba tan avanzada que Casio pudo legar las plazas a su mando a su descendencia, tras pactar con los invasores musulmanes y convertirse al islam. El núcleo de estos territorios se encontraba en la ribera del Ebro e incluía las poblaciones de Auca Patricia (Cerezo del rio Tirón), Tudela, Arnedo, Calahorra, Valtierra, Viguera y quizá Olite y Alfaro. El centro principal de la familia fue Arnedo y Nájera y Grañón se hallaban en los límites noroccidentales de sus tierras. Casi todas sus plazas se encontraban ubicadas a lo largo de dos calzadas de origen romano: la que unía Tarazona y Briviesca y la que seguía el valle del Iregua.
Un expedición del emir Abderramán I en el 781 parece que tuvo como destino sus tierras.

## Crecimiento del clan
El carácter fronterizo hacía que la Marca Superior fuera el escenario de la lucha entre francos y andalusíes por delimitar sus dominios en esta región limítrofe, resultando de ello continuos cambios de alianzas de las que salieron reforzados los Banu Qasi, hasta el punto de que llegaron a ser la dinastía hegemónica en la zona a mediados del siglo IX. Todo lo cual se vio confirmado con el nombramiento en el año 852, por parte del recientemente proclamado emir Mohamed I, de Musa ibn Musa (Musa I) como gobernador de la importante Arnedo —centro del poder de la familia— Tudela y, después, Zaragoza. Tras conquistar Zaragoza, Musa ibn Musa se traslada a ella y pasa a ser la nueva capital de los Banu Qasi.
El clan había acrecentado su poder durante el siglo VIII gracias al apoyo que prestaron a los emires de Córdoba en las luchas internas entre árabes y bereberes, que fueron frecuentes durante los años que siguieron a la conquista. En esta época destaca Musa ibn Fortún (nieto del conde visigodo). En su poder se encuentra la parte superior del valle del Ebro (Ejea, Tudela, Tarazona, Borja, Arnedo...). Proporciona su apoyo al emir Hisham I contra el levantamiento de Said ibn al-Husayn en el valle del Ebro (concretamente en la zona de Tortosa) al que combatió y mató. Después marchó sobre Zaragoza de la que se apoderó. Fue muerto a su vez por un liberto de Al-Husayn. No obstante, el emir premió a Musa I con el nombramiento de su hijo Mutárrif como gobernador de Pamplona. Este fue asesinado en la ciudad en el 799.
Los Banu Qasi mantuvieron en una primera etapa buenas relaciones con sus vecinos los cristianos de Pamplona debido al matrimonio en segundas nupcias de Onneca (casada anteriormente con el vascón Íñigo Jiménez y madre de Íñigo Íñiguez, que más tarde sería el primer rey de Pamplona) con Musa ibn Fortún. Este matrimonio tuvo lugar hacia el año 784. De esta unión nació Musa ibn Musa, el cual era, por tanto, hermano de madre de Íñigo Íñiguez, conocido posteriormente como Íñigo Arista, primer rey de Pamplona. Los vínculos familiares quedaron reforzados más adelante con el matrimonio de Assona (hija de Íñigo Arista) con su tío Musa ibn Musa. La estrecha alianza entre los Banu Qasi y los Arista duró hasta el arrumbamiento de esta última por la dinastía Jimena en el 905.

## Musa el Grande

Núcleo de las tierras de los Banu Qasi del siglo a principios del.

La familia alcanzó el cenit de su poder con Musa ibn Musa, Musa el Grande. Durante su vida se acrecentó la tendencia a la autonomía de los Banu Qasi, llegando a aliarse con los reyes cristianos de Pamplona, la dinastía Arista-Íñiga, en contra del emir de Córdoba, Abderramán II, en 843. Hasta mediados de siglo, los ejércitos del emir organizan frecuentes expediciones de castigo contra Musa. No obstante, a mediados de siglo, reconciliado de nuevo con el emir, y como gobernador de Tudela, participa en los esfuerzos emirales contra los cristianos.
Musa derrota a los cristianos en la batalla de Albelda (851), accediendo a la década de mayor grandeza e influencia de la familia. Incluso, como gobernador de Tudela se hace llamar “tercer rey de España” (junto con los de Asturias y Córdoba). En 852 gobierna sobre las tierras de Tudela, Zaragoza y quizás Calatayud y Daroca hasta Calamocha. Es nombrado gobernador de la Marca Superior, interviene en Huesca e instala a su hijo, Lope ibn Musa, en Toledo como gobernador. En el 860, el emir cordobés le retiró el gobierno de Tudela.
Tras su muerte en el 862, y tras una nueva rebelión de los hijos de Musa contra Córdoba, los omeyas prestaron su apoyo a linajes árabes rivales de los Banu Qasi, como los tuyibíes, que en el primer cuarto del siglo X ocuparon la posición de poder que los Banu Qasi habían alcanzado anteriormente en el valle del Ebro. A principios de ese mismo siglo, Muhammad ben Lubb, miembro de la familia, poseía diversas plazas en el prepirineo: Monzón, Balaguer, Calasanz, Ayera y Barbastro. Ante la creciente hostilidad de los soberanos pamploneses, fortificó diversas plazas: Nájera, Viguera, Caparroso y Falces.
En julio del 914, el señor de Tudela, Abdalah ben Muhammad ben Lubb arrebató Calahorra a Sancho Garcés de Pamplona, que quizás poseyese desde el 907. En el 915, sin embargo, Sancho Garcés se tomó la revancha invadiendo las tierras tudelanas, apresando a Ben Lubb y matando a muchos de sus soldados en las Bardenas Reales. Para obtener su libertad, el hermano del cautivo, Mutarrif, cedió al rey pamplonés Falces y Caparroso. A los dos meses de concluir su cautiverio, Abdalah falleció, envenenado por Sancho Garcés. En el 916, el hijo de Abdalah asesinó a su tío Mutárrif, lo que sumió a la familia en una serie de luchas intestinas.
Muhammad Abdalah ben Muhammad ben Lubb, hijo del envenenado por Sancho Garcés y nuevo señor de Tudela, volvió a recuperar Calahorra de los navarros en el 920, durante la campaña de Abderramán III, que obligó a Sancho Garcés a abandonar la plaza. Participó en la campaña del califa cordobés. Por entonces dominaba también las localidades de Viguera, muy hostigada por los navarros, y Nájera. Al tratar de aprovechar las victorias cordobesas para invadir el reino de Pamplona, fue derrotado y hecho cautivo por las fuerzas cristianas que defendían el reino, acaudilladas por el rey Ordoño de León. En vano se había refugiado en Viguera, cuya fortaleza tuvo que capitular. Fue liberado en el 923, pero sus propios soldados, sobornados por el rey navarro, lo asesinaron. Su temeraria invasión supuso un desastre para los Banu Qasi: perdieron Viguera, Valtierra y Nájera e incluso la propia Tudela. Los tuyibíes arrebataron esta última a los navarros, que cedieron poco después al ejército califal que acudió a defender la frontera. En el 924, los Banu Qasi ya habían perdido también Calahorra, que fue atacada junto con Falces por los cordobeses en la gran campaña del 924. La familia perdió toda importancia: la mayoría de sus miembros se instalaron en Córdoba en el 924 y algunos se alistaron en el ejército califal; otros se convirtieron al cristianismo y se pasaron a León y Pamplona.